# Emil Aybinder
Emil Aybinder (în ebraică:אמיל אייבינדר, nāscut în 1949 la Chișinău) este un acordeonist israelian, evreu originar din  Basarabia, al cărui repertoriu cuprinde muzică populară mai ales din spațiul dunărean și balcanic, muzicǎ ușoarā și populară evreiască, romă și internațională și piese de muzică cultă

## Biografie
Emil Aybinder s-a născut în anul 1949 la Chișinău, în Republica Socialistă Sovietică Moldovenească (astăzi Republica Moldova), pe atunci parte a Uniunii Sovietice
De la vârsta de 7 ani el a învāțat să cânte la acordeon și la pian, precum si arta dirijatului în școli muzicale si la Conservatoriul de muzică din orașul natal. A fost un timp prim-solist al Ansamblurilor folclorice moldovenești „Miorița” și „Jocul”, a făcut înregistrări la radioul și televiziune. Apoi în 1990 a emigrat în Israel și a început  acolo o nouă carieră locală și internațională. Din anul 1994 el este directorul  muzical al ansamblului israelian de folclor Hora Yerushalayim, În anul 2000 a înființat sub conducerea sa secția de acordeon la Academia de Muzică și Dans Rubin din Ierusalim. În cadrul Academiei a fondat Ansamblul de muzicā populară „Volcan”, în cadrul căruia a funcționat ca dirijor, solist și prelucrător muzical, 
Între elevii săi se numără acordeonista și dirijoarea Etti Hevel.
Aybinder are un fiu și douǎ fiice.

## Premii și onoruri
- 2002 - Premiul Daniel Binyamini din Israel - împreună cu Ansamblul de muzică populară al Academiei de muzică din Ierusalim,  din partea ministrului culturii și sportului Ariel Sharon
- 2012 - Cvartetul Emil Aybinder si cântăreața Vira Lozinski- Premiul I la Concursul internațional de muzică evreiască de la Amsterdam

## Albume
- 2003 - MehaBalkan lirushalayim (Din Balcani la Ierusalim) incluzând prelucrări noi ale melodiilor lui Nahum Heiman
- 2007 -  Doina
- 2014 - Desde el alma